# Lola Montez
Lola Montez, condesa de Landsfeld, cuyo verdadero nombre era Elizabeth Rosanna Gilbert (Grange, Condado de Sligo, Irlanda, 17 de febrero de 1821 - Nueva York, Estados Unidos, 17 de enero de 1861), fue una bailarina y actriz nacida en Irlanda que se hizo célebre como bailarina exótica, cortesana y amante de Luis I de Baviera.

## Juventud
Como en otros muchos aspectos de su vida, se han publicado datos diferentes sobre su nacimiento. Nació en Grange, Condado de Sligo, en 1821, y fue bautizada en la iglesia de San Pedro en Liverpool el 16 de febrero de 1823.
Sus padres eran Edward Gilbert, militar británico, y Eliza Oliver, que tan solo tenía 15 años cuando tuvo a Lola. En 1823 la familia se trasladó a la India, donde había sido destinado el regimiento de su padre. Poco después de su llegada, su padre murió de cólera. Su madre pronto se volvió a casar con otro oficial llamado Craigie y enviaron a Eliza de vuelta a Escocia a vivir con algunos familiares de su padrastro.
La enviaron a Gran Bretaña para que fuera a la escuela, alojándose con el padre de Craigie en Montrose, Escocia. Pero la «díscola niña india» pronto se dio a conocer como altamente dañina. En una ocasión, clavó unas flores en la peluca de un señor respetable durante una misa y, en otra, corrió por las calles desnuda.
A los diez años, Lola fue trasladada de nuevo, esta vez a Sunderland, donde la hermana de su padrastro, Catherine Rae, dirigía una escuela con su marido. Lola causó una gran impresión en sus profesores, que más tarde la definieron como una niña graciosa y elegante. Decían que tenía unos ojos especialmente hermosos, una piel oscura propia de Oriente y cierta altivez. Pero también comentaban «la violencia y la obstinación de su temperamento, que muy a menudo producía dolorosa ansiedad en su buenísima tía». La determinación y el temperamento de Lola se convirtieron en su marca. Se quedó en Sunderland solo un año, partiendo posteriormente a Bath, para recibir «una educación más sofisticada».

## Madurez
Su madre quiso casarla con un militar sesenta años mayor que ella, y en 1837, con dieciséis años, Lola se fuga con el teniente Thomas James. La pareja se separó cinco años más tarde en Calcuta y Lola se convirtió en bailarina profesional bajo un nombre falso. Su debut en Londres como «Lola Montez, la bailarina española» en junio de 1843 fue un gran éxito. Sin embargo, se la reconoció como la Sra. de James y se produjo un gran escándalo. La resultante notoriedad obstaculizó su carrera en Inglaterra, así que decidió marchar hacia el continente europeo, donde se hizo muy famosa, quizás más por su belleza que por su talento para bailar. En estos momentos ya estaba aceptando favores de hombres ricos y empezó a ser considerada una cortesana.
Conoció y tuvo una relación con Franz Liszt, quien la introdujo en el círculo de George Sand. Después de actuar en varias capitales europeas, se estableció en París, donde fue aceptada por la sociedad bohemia literaria del momento, entrando en contacto con Alexandre Dumas (padre), con quien se la acusó de mantener cierto coqueteo.
En 1845, tras la muerte de su amante en un duelo (no relacionado con ella) con el periodista Alexandre Dujarier, abandonó París. En 1846 llega a Múnich, donde actuó en un teatro del que es despedida por el dueño al ver su espectáculo. Ella, ofendida, fue a palacio a ver al rey Luis I de Baviera, para exigirle justicia. Corría el rumor de que aquel día el rey le habría preguntado en público si su cuerpo era obra de la Naturaleza o del Arte, a lo que la Montez contestó cogiendo unas tijeras y cortándose el vestido, mostrando sus pechos desnudos. Aquel mismo día salió de palacio con un contrato para actuar en el mejor teatro de Múnich y se convirtió en amante del rey. Pronto empezará a servirse de su situación privilegiada y a abusar de su poder (se dice que siempre llevaba un látigo que utilizaba con todo el mundo a la menor ocasión), lo que la hizo bastante impopular entre la población local, especialmente cuando se hicieron públicos unos documentos que revelaban que esperaba obtener la nacionalidad alemana bávara para tener acceso a un título nobiliario.
A pesar de la oposición, Luis la convirtió en Baronesa de Rosenthal y en Condesa de Landsfeld en 1847. Parece ser que la relación con Lola y la intromisión de ésta en la vida política del país contribuyeron considerablemente a la caída de la popularidad del anteriormente querido rey. En 1848, bajo la presión del creciente movimiento liberal, Luis abdicó y Lola abandonó Baviera. Después de una temporada en Suiza, donde Lola esperó en vano a Luis, hizo una breve excursión a Francia, volviendo más tarde a Londres, a finales de 1848.
En Inglaterra conoció y se casó rápidamente con George Trafford Heald, un joven oficial de caballería que acababa de heredar. Pero los términos de su divorcio con Thomas James no le permitían casarse con nadie más hasta que el otro falleciera. Esta situación forzó a los recién casados a abandonar Inglaterra ante el escándalo de bigamia promovido por una tía soltera de Heald. Los señores Heald residieron en Francia y en España, pero en dos años la relación había terminado. Lola se trasladó a EE. UU. con la intención de establecerse allí y empezar de nuevo, coincidiendo con la fiebre del oro.

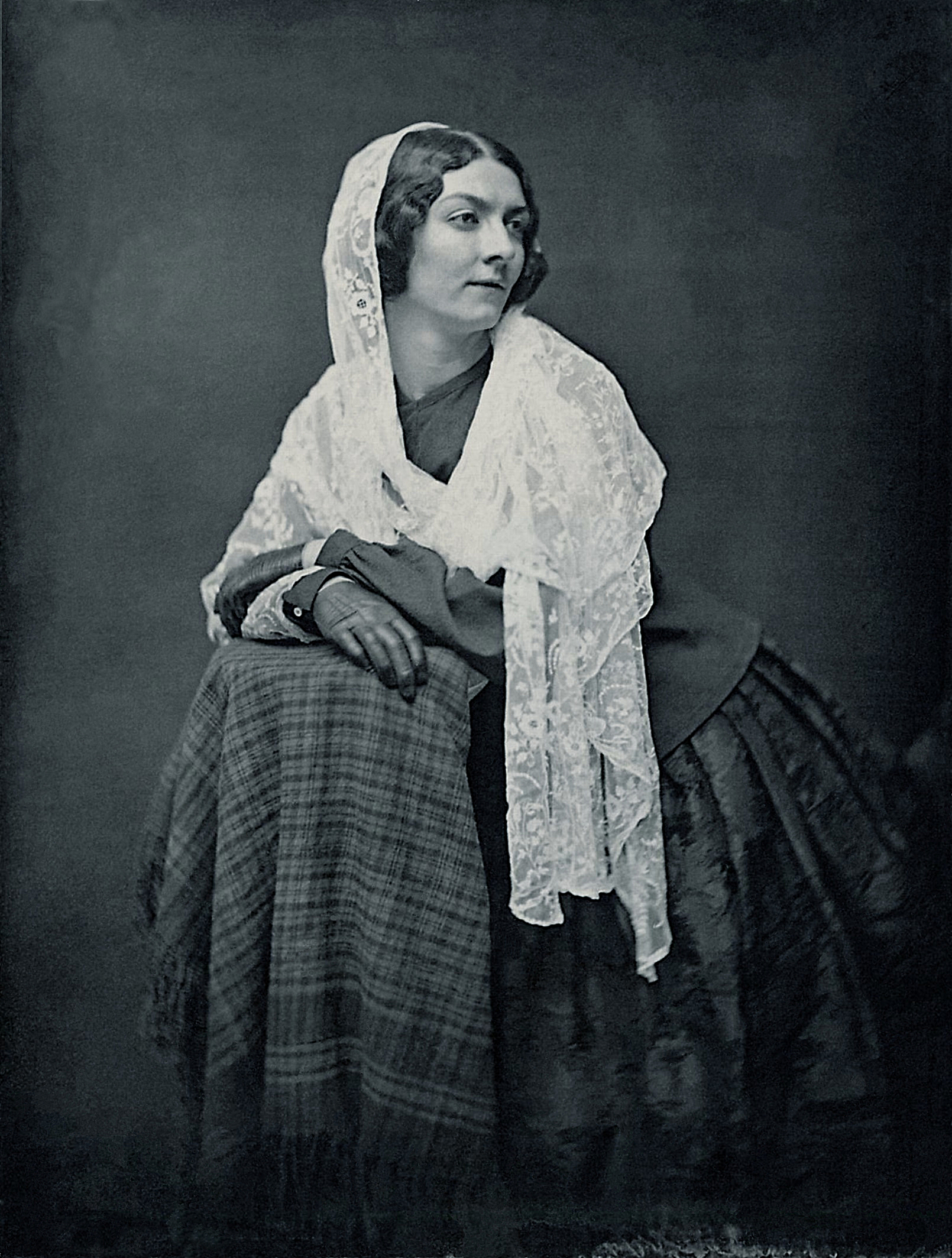
Lola Montez en 1851.

Desde 1851 hasta 1853 actuó como bailarina y actriz en el oeste del país. En San Francisco se casó con Patrick Hull, un periodista local, y se trasladaron a Grass Valley, un pueblo minero de California. Este matrimonio fracasó muy pronto, pero Lola permaneció en su casita de Grass Valley durante dos años más. Allí abrió un saloon, decorado con gran lujo, donde cada noche se daban cita los hombres influyentes de la zona y donde actuaba. Por fin, su espectáculo se convirtió en un éxito completo.
Algunas cartas encontradas a la muerte de Lola demuestran que su idea real era dar un golpe de Estado para anexionarse California y llamarlo Lolaland. En esa época realizó una serie de conferencias que tampoco tendrán mucho éxito sobre «La justicia histórica sobre el intelecto de las mujeres». Su casa restaurada en Grass Valley se convirtió en un punto histórico de referencia en California. Lola además sirvió de inspiración a otra joven entertainer, Lotta Crabtree.
Finalmente, abandonó California tras sufrir un colapso esquizofrénico y se trasladó a Nueva York, donde pasó sus dos últimos años de vida viviendo de la caridad de sus amigos. Parece que contrajo neumonía, lo que le causó la muerte en 1861. Está enterrada en el cementerio de Green-Wood en Brooklyn, Nueva York. En su tumba dice «Sra. Eliza Gilbert».

## Lola Montez en la cultura popular
La vida de Lola Montez ha sido representada en numerosas películas, novelas y musicales.
- En la película alemana Lola Montez, Bailarina del Rey de 1922, Montez es interpretada por Ellen Richter.
- En la copla andaluza Lola Montes, escrita por Rafael de León e interpretada por Concha Piquer en 1942.
- En la película Lola Montès (1955), basada en la novela La Vie Extraordinaire de Lola Montés de Cecil Saint-Laurent, interpretada por Martine Carol y dirigida por Max Ophüls y coprotagonizada por Peter Ustinov y Oskar Werner.
- El compositor y guitarrista español Trinidad Huerta compuso un bolero para guitarra titulado Lola Montès.
- Conchita Montenegro la encarnó, en la película española Lola Montes de 1944, con un guion moralizante, dirigida por Antonio Fernández-Román.
- En la canción Lola Montez del grupo musical danés Volbeat.
- En el wéstern de George Sherman, El enmascarado (Black Bart), de 1948, el personaje de Lola Montez está interpretado por Yvonne de Carlo y se hace pasar por bailarina española, aunque el personaje de Dan Duryea conoce su verdadero pasado, semejante al de la verdadera biografía de la bailarina y cortesana británica.
- En la canción Have one on me del álbum homónimo de Joanna Newsom.
- En la canción Whatever Lola Wants (Lola Gets) de Sarah Vaughan.